# The Wild Flower and the Rose
The Wild Flower and the Rose es un cortometraje mudo estadounidense de 1910 producido por Thanhouser Company. La película se centra en Frank Wilson, el hijo de un inventor que ha construido un nuevo modelo de avión. Después de no poder asegurar el financiamiento, su padre sugiere que se case con Rose, la hija de su rico empleador, para obtener el dinero que necesitan. Jack rechaza esta idea porque está comprometido con otra mujer, pero pronto descubre que ella no lo ama. Se dirige al oeste en busca de fortuna y rápidamente tiene éxito. Regresa al campo de la aviación y se reencuentra con Rose, luego de un exitoso vuelo ella le confiesa amarlo. Se desconocen los créditos del elenco y el personal, pero es posible que la película haya incluido escenas del encuentro de aviación en Belmont Park en 1910. Un crítico afirmó que también se mostró una aeronave de los hermanos Wright en pleno vuelo. La película se estrenó el 25 de noviembre de 1910, pero ahora se presume perdida.

## Trama
Aunque se presume que la película se ha perdido, sobrevive una sinopsis en The Moving Picture World del 26 de noviembre de 1910. Dice: «Frank Wilson es el hijo de un inventor que ha perfeccionado un modelo de aeronave en el que Jack está muy interesado, pero que ninguno de ellos tiene dinero para financiar. Wilson intenta interesar a su rico empleador, Fisher, pero no tiene éxito en el intento. Sin embargo, obtiene el apoyo de la hermosa hija de su empleador, Rose. El viejo inventor le sugiere a su hijo que si se casa con Rose podrían conseguir el dinero para perfeccionar el invento. Pero Jack rechaza la idea, ya que ya está comprometido para casarse con una chica de campo, Daisy Lane, quien, según él, lo ama con devoción. Al enterarse de que Daisy es una coqueta sin corazón, Jack tiene el corazón roto y se va al oeste a buscar fortuna y olvidar su conducta. El éxito le llega rápidamente y regresa para decirle a su padre que ahora, sin ayuda, pueden financiar el invento. En el campo de la aviación, Jack se encuentra una vez más con Rose y le confiesa que fue el recuerdo de su amabilidad lo que lo ayudó a lograr el éxito. Jack hace un vuelo exitoso en el invento, un nuevo estilo de avión, y al ofrecerle felicitaciones, Rose confiesa que lo ha amado desde el principio».

## Producción
Se desconoce el escritor del escenario, pero lo más probable es que fuera Lloyd Lonergan. Era un periodista experimentado empleado por The New York Evening World mientras escribía guiones para las producciones de Thanhouser. Se desconoce el director de la película, pero pudo haber sido Barry O'Neil o Lucius J. Henderson. Los camarógrafos empleados por la compañía durante esta época incluyeron Blair Smith, Carl Louis Gregory y Alfred H. Moses Jr., aunque ninguno está específicamente acreditado. El papel del camarógrafo no era acreditado en las producciones de 1910. Se desconocen los créditos del elenco, pero muchas producciones de Thanhouser de 1910 son fragmentarias. A fines de 1910, la compañía Thanhouser publicó una lista de las personalidades importantes de sus películas. La lista incluye a G. W. Abbe, Justus D. Barnes, Frank H. Crane, Irene Crane, Marie Eline, Violet Heming, Martin J. Faust, Thomas Fortune, George Middleton, Grace Moore, John W. Noble, Anna Rosemond, y Mrs. George Walters, entre otros.
Se desconoce cuándo se filmó la película, pero la reunión de aviación pudo haber sido en Belmont Park en Long Island, Nueva York. La segunda reunión de aviación internacional tuvo lugar del 22 al 30 de octubre de 1910. Un periódico afirmaría que «una de las máquinas voladoras modelo 1910 de los hermanos Wright» se mostró en pleno vuelo.

## Lanzamiento y recepción
El drama de un solo carrete, de aproximadamente 1000 pies de largo, fue lanzado el 25 de noviembre de 1910. La película tuvo un amplio estreno nacional, los teatros publicitarios conocidos incluyen los de Nebraska, Carolina del Norte, Pensilvania, Arizona, Indiana, Montana, y Oklahoma. El New York Dramatic Mirror fue neutral al elogiar levemente la producción. El crítico afirmó: «Es una narrativa discursiva, no sujeta a leyes de causa y efecto, aunque no las contradice. Es divertido ver la rapidez con la que un héroe cinematográfico va hacia el Oeste. Tira un cepillo de dientes y su pijama en una maleta, se pone el sombrero en el brazo y le da la noticia a su padre antes de salir de la sala a la calle. El punto especial de esta película es la exhibición de aviación, que está bien manejada. El héroe es un caballero muy jocoso, que sonríe ampliamente con y sin provocación. Otras partes se llenan adecuadamente». The Moving Picture World empleó aproximadamente tres oraciones que rodean el enfoque de la trama: «Una historia de amor construida en torno a la invención de un nuevo tipo de avión. La máquina vuela y el inventor consigue a la chica de su elección. El cuadro tiene, por tanto, un final agradable».